# Marcoux, Alpes-de-Haute-Provence
Marcoux är en kommun i departementet Alpes-de-Haute-Provence i regionen Provence-Alpes-Côte d'Azur i sydöstra Frankrike. Kommunen ligger  i kantonen Digne-les-Bains-Est som ligger i arrondissementet Digne-les-Bains. År 2022 hade Marcoux 460 invånare.

## Befolkningsutveckling
Antalet invånare i kommunen Marcoux
Referens: INSEE